# Sồi sim
Sồi sim (danh pháp khoa học: Quercus myrsinifolia) là một loài thực vật có hoa trong họ Cử. Loài này được Blume miêu tả khoa học đầu tiên năm 1851.
Sồi sim có mặt trên đảo Hoàng Sa.

## Hình ảnh

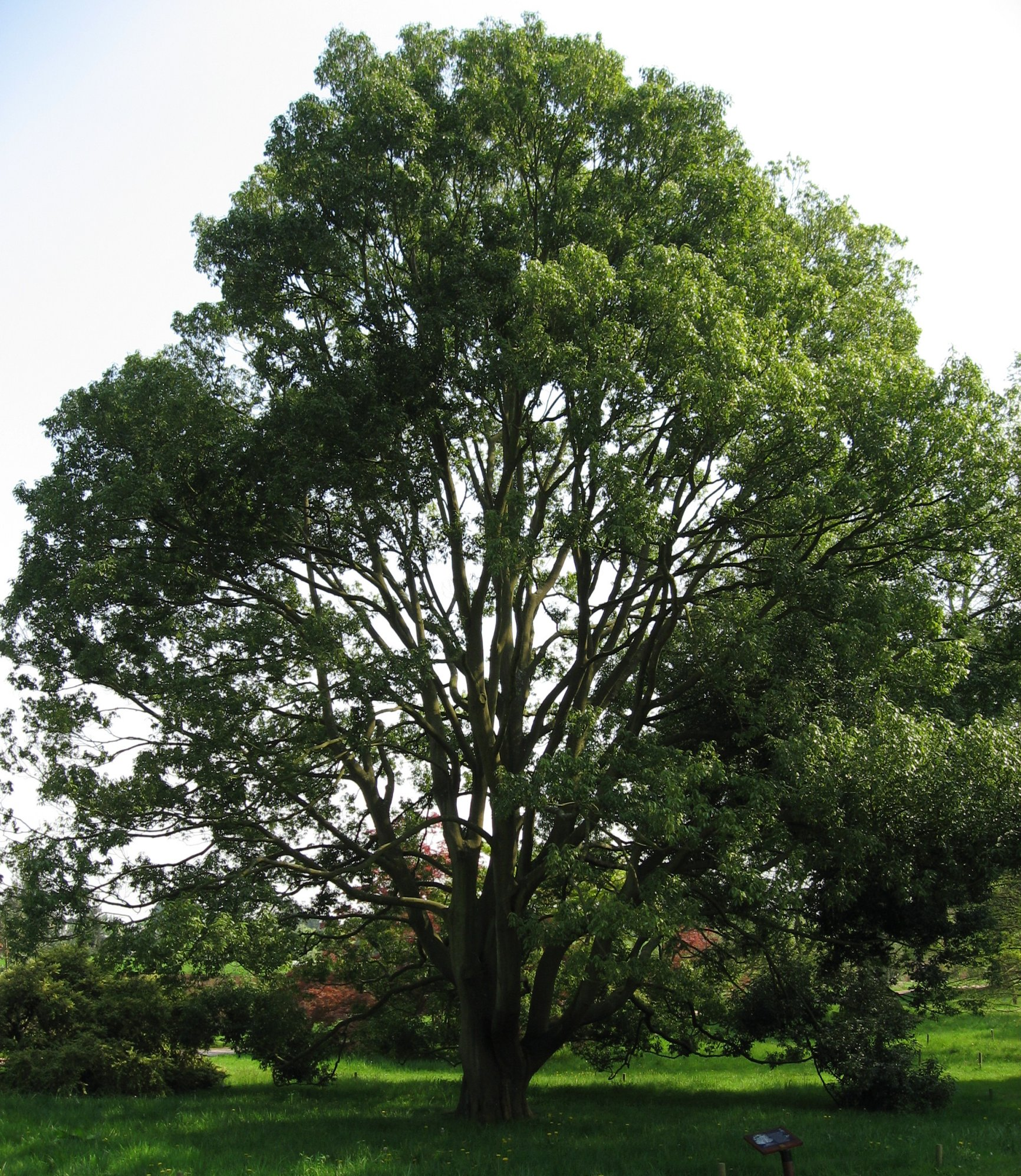
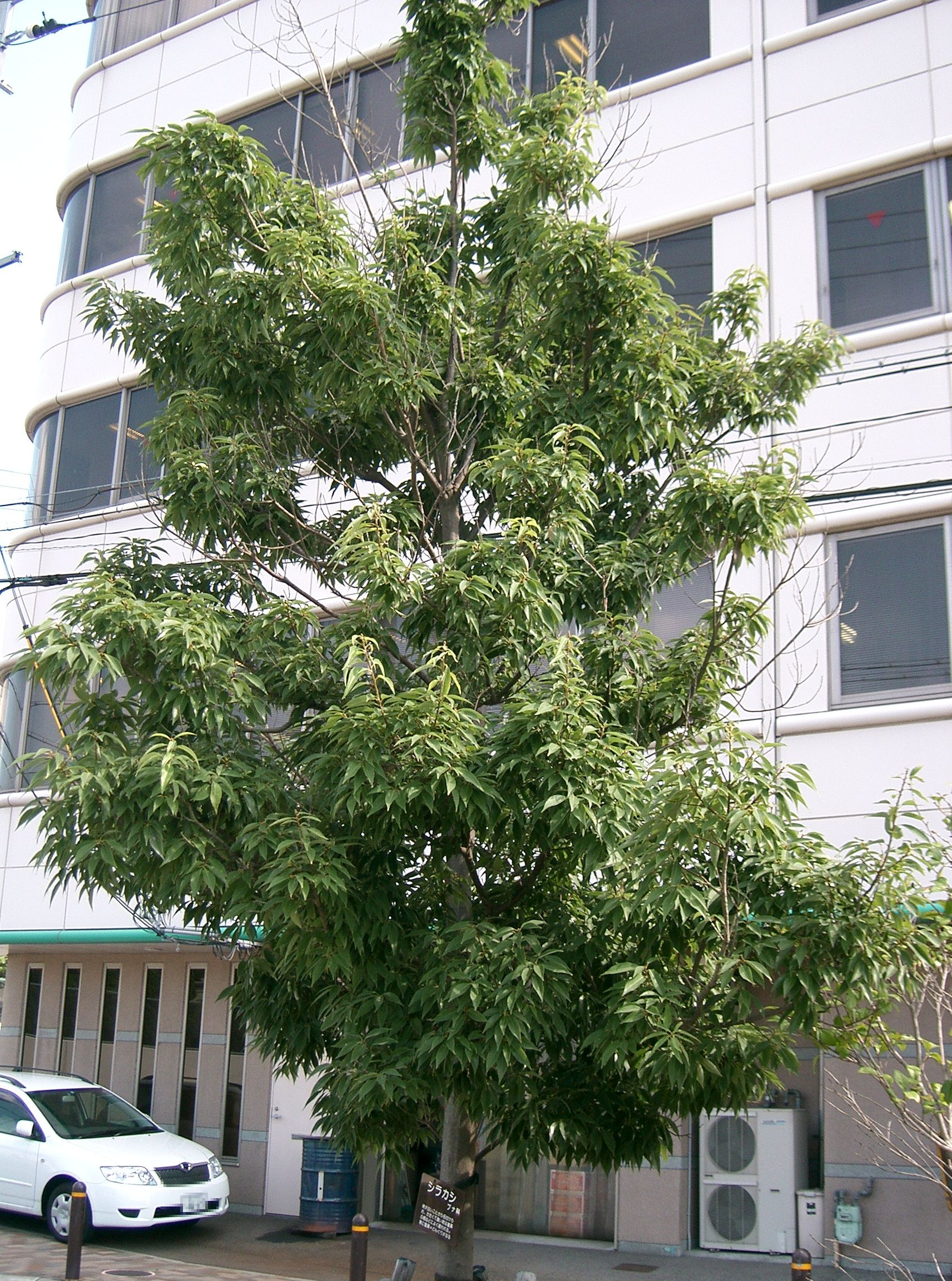
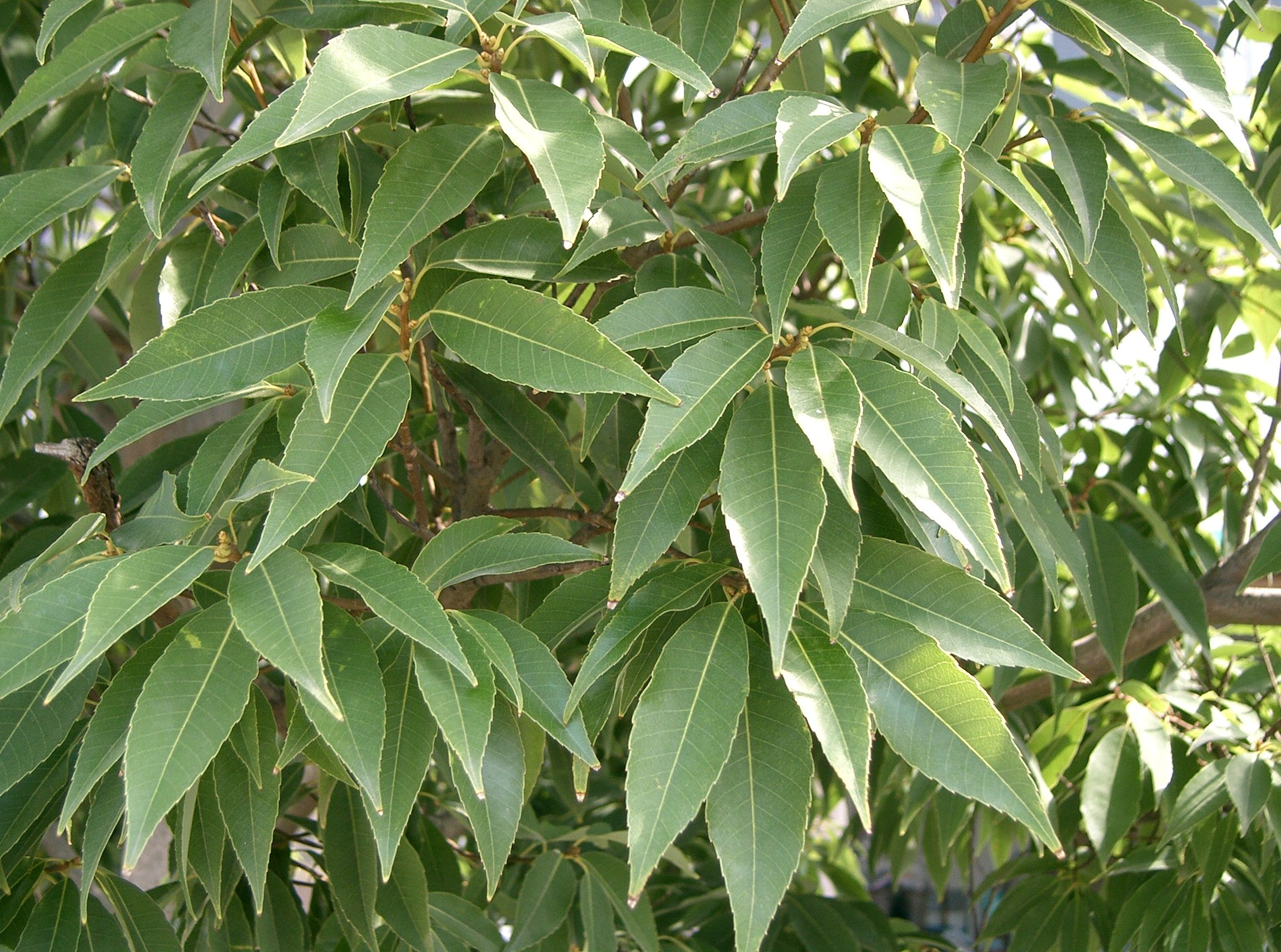
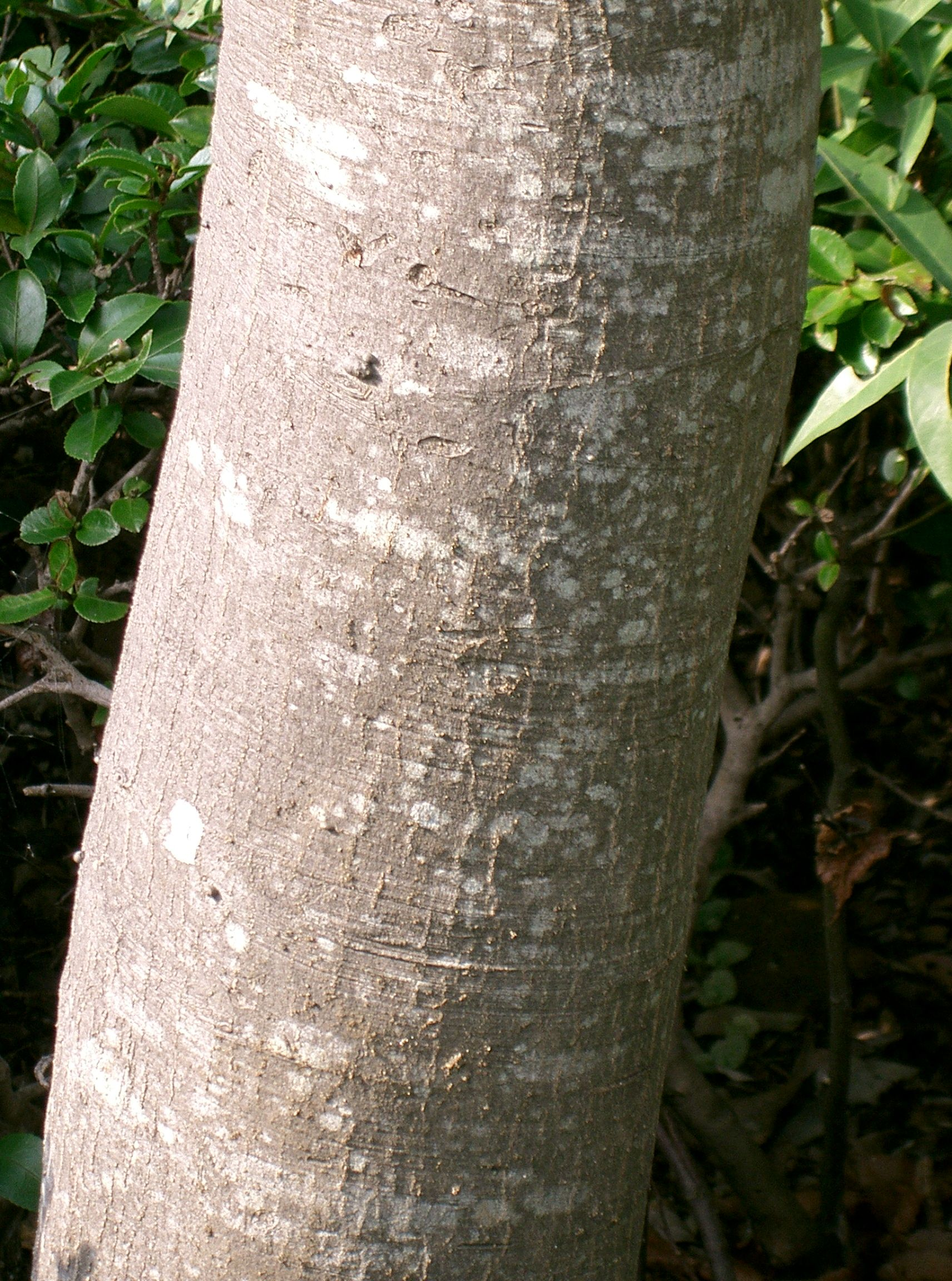